# Lecanora brucei
Lecanora brucei är en lavart som beskrevs av Printzen. Lecanora brucei ingår i släktet Lecanora och familjen Lecanoraceae.   Inga underarter finns listade i Catalogue of Life.